# Lockheed P-38 Lightning
El Lockheed P-38 Lightning (rayo en inglés) es uno de los cazas estadounidenses más importantes de la Segunda Guerra Mundial, conocido por su distintiva forma.
Diseñado en respuesta a los requerimientos del Cuerpo Aéreo del Ejército de los Estados Unidos (United States Army Air Corps o USAAC), el P-38 contaba con un característico diseño de fuselaje doble (twin booms) y una barcaza central en medio de las alas que contenía la cabina y el armamento. Fue usado como bombardero en picado, bombardeo de vuelo nivelado, avión de ataque a tierra, así como en misiones de reconocimiento fotográfico, y principalmente como escolta de largo alcance, usando dos depósitos de combustible auxiliares desechables bajo sus alas. Fue usado principalmente en las operaciones del Teatro del Pacífico y China-Birmania-India, durante la Segunda Guerra Mundial, utilizado por los pilotos estadounidenses que albergan el mayor número de victorias registradas hasta la fecha. El piloto estadounidense Richard Bong es el máximo as de la aviación estadounidense, con 40 victorias registradas en el P-38 que él bautizara “Marge”, seguido por el as Tomas McGuire, quien registra un total de 38 victorias. En el Teatro del Pacífico Suroccidental, fue el principal caza de las USAAF antes de la aparición en grandes cantidades del famoso North American P-51D Mustang. El P-38 Lightning fue el único caza estadounidense que perduró en producción durante todo el tiempo de la participación de Estados Unidos en la Segunda Guerra Mundial, período comprendido desde el ataque a Pearl Harbor hasta la rendición de Japón.
A pesar de que los primeros prototipos sufrieron desafortunados accidentes, el Ejército estadounidense creyó en el proyecto y fueron incorporados a este servicio. Las esperanzas puestas en este avión estaban bien fundadas, convirtiéndose en el terror de los cazas japoneses. El P-38, aclamado por la propaganda aliada, era conocido como el "diablo de dos colas" (en alemán: der Gabelschwanz-Teufel) por la Luftwaffe y como "dos aviones y un piloto" (2飛行機、1パイロット Ni hikōki, ippairotto) por los japoneses. Este avión fue usado para la interceptación y destrucción, a 885 km de su base en Guadalcanal, del bombardero Mitsubishi G4M que transportaba al famoso almirante japonés Isoroku Yamamoto.

## Diseño

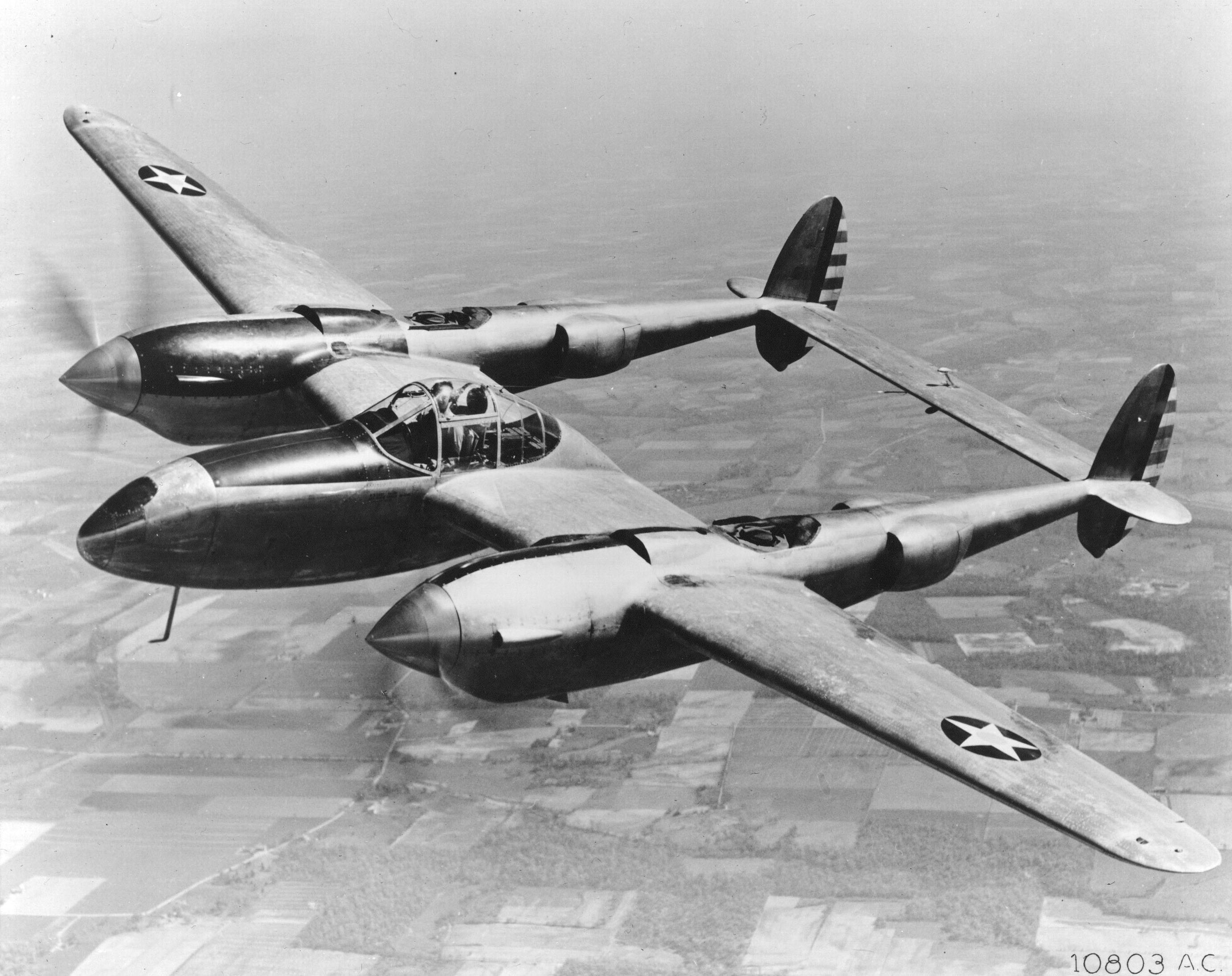
Lockheed YP-38 (1943).

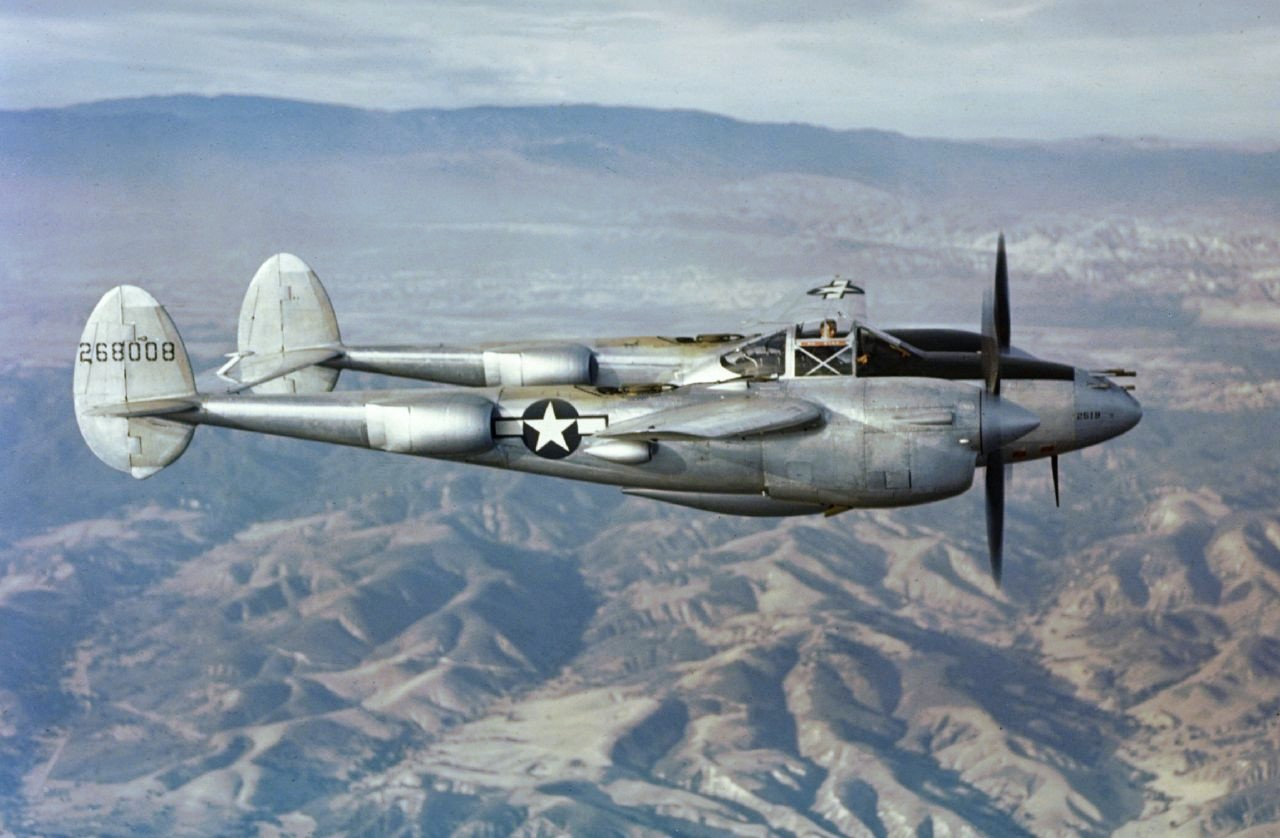
P-38J volando sobre California.

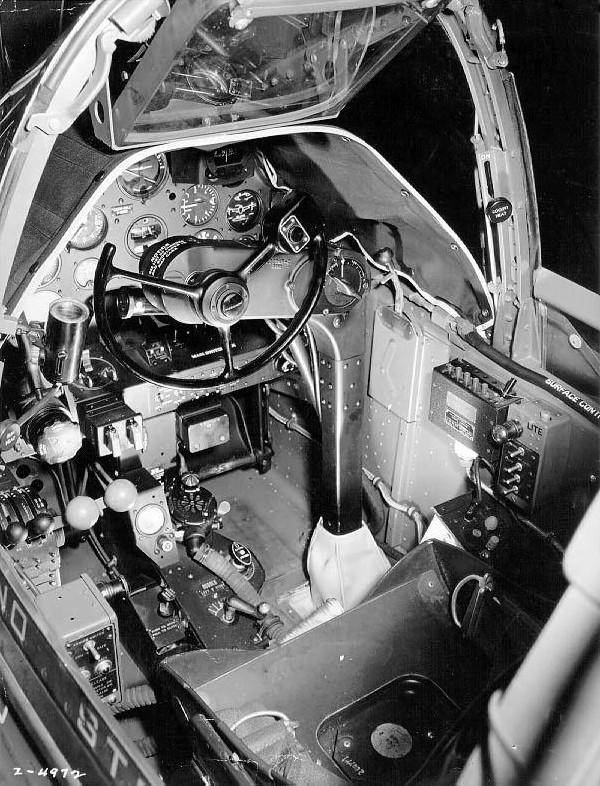
Vista de la cabina del P-38G. Nótense los controles con volante en vez de la palanca usual.

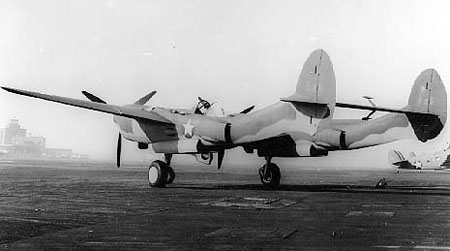
P-38E con una elevada "cola de escorpión", un esfuerzo fallido por combatir las pérdidas por compresibilidad.

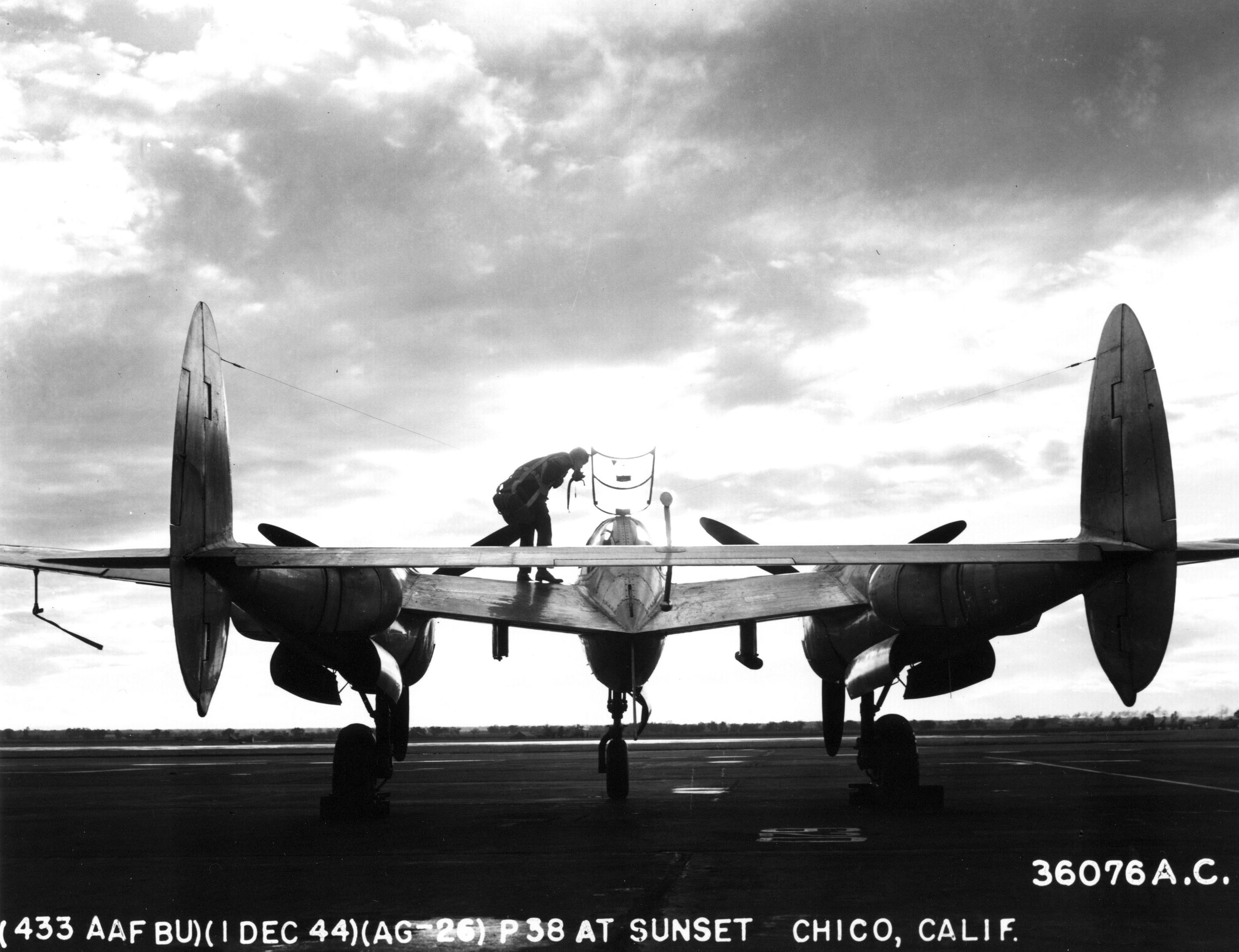
Un P-38 al atardecer.

Lockheed diseñó el P-38 en respuesta a la petición Circular Proposal X-608 del Cuerpo Aéreo del Ejército de los Estados Unidos (USAAC) de un interceptor para gran altitud, teniendo “la misión táctica de interceptación y ataque de aeronaves hostiles a gran altitud”. Las especificaciones determinaban una velocidad máxima de al menos 580 km/h (360 mph) a una altitud y ascenso de 6100 m (20 000 pies) en menos de 6 minutos, el conjunto de especificaciones más estrictas jamás concebidas por el Cuerpo Aéreo hasta esa fecha. El Bell P-39 Airacobra y el Curtiss-Wright P-40 Warhawk (que usaban el mismo motor Allison V-1710 con el que contaba el P-38) fueron diseñados con el mismo propósito, al igual que el fallido Vultee XP-1015.
El equipo de diseño de Lockheed, bajo la dirección de Hall Hibbard y Clarence “Kelly” Johnson, consideró numerosas alternativas, que contaban siempre con una configuración bimotor, debido a que se juzgaba que un monomotor carecería de la potencia suficiente para los fines propuestos (sin embargo, el desarrollo de motores durante la Segunda Guerra Mundial hizo posible que otros cazas monomotores superaran sin problema las 400 mph (640 km/h) gracias a plantas motrices que duplicaban la potencia en relación con las primeras disponibles durante la guerra).
El diseño escogido fue extremadamente singular respecto a los cazas existentes. El equipo de diseño de Lockheed escogió un diseño de doble fuselaje para acomodar la estructura del empenaje, los motores y sus sobrealimentadores, con una barcaza aislada en medio de las alas para albergar la cabina del piloto y el armamento. El morro fue diseñado para albergar dos ametralladoras Browning M2 de 12,7 mm, con una cinta de 200 cartuchos por arma, otras dos Browning M1919 de 7,62 mm con una cinta de 500 cartuchos por arma, y un cañón Oldsmobile de 37 mm con 15 proyectiles. Concentrar el armamento en el morro del avión fue radicalmente distinto a otros aviones de los Estados Unidos, que poseían el armamento dispuesto en sus alas, lo cual hacía que los disparos se entrecruzaran en uno o varios puntos en donde convergieran hacia adelante. Al tener montadas las armas en el morro, el Lockheed P-38 Lightning era mucho más preciso al ofrecer ráfagas certeras que se podían disparar en línea recta adelante, ya que en el otro sistema de acomodación, la certeza dependía del punto de convergencia y la habilidad o la fortuna del piloto para ubicar sus blancos en esa zona. Esto significa que los buenos tiradores podían ser mucho más eficaces o precisos y sus disparos podían efectuarse desde una distancia mucho mayor que en cualquier otro caza. Fácilmente, un Lightning podía disparar su mortal armamento ligero de cuatro ametralladoras desde una cómoda y segura distancia al blanco aproximada de 900 metros con gran posibilidad de dar en el mismo, mientras que otro caza solo tendría éxito con una distancia entre 90 y 225 metros, acercándolo mucho más al peligro y teniendo aún más probabilidad de fallar. 
El diseño del Lockheed incorporaba un sistema de tren de aterrizaje triciclo, y una cubierta de carlinga en forma de burbuja, estando propulsado por dos motores Allison V-1710 de 12 cilindros en V con turbocompresor, con una potencia unitaria de 746 kW (1000 hp), a los que se acoplaron hélices simples de giro contrario para contrarrestar el efecto del par motor lateral producida por los mismos, y los turbocompresores ubicados detrás de los motores dentro de cada fuselaje. Fue el primer caza norteamericano en usar grandes cantidades de acero inoxidable y láminas de aluminio con remaches pulidos y juntas suavizadas, y también el primer caza en volar a más de 720 km/h (400 mph).
Lockheed ganó la competición para recibir el contrato del gobierno el 23 de junio de 1937 con su Model 22, y fue contratada para construir el prototipo XP-38. Dicha construcción comenzó en julio de 1938 y el primer vuelo del XP-38 ocurrió el 27 de enero de 1939. El 11 de febrero del mismo año, el vuelo para cambiar la ubicación del avión para practicar pruebas en Wright Field fue realizado para el general Henry “Hap” Arnold, comandante del Cuerpo Aéreo del Ejército estadounidense, para demostrar el desempeño del avión. Estableció una marca de velocidad al volar desde California hasta Nueva York en siete horas y dos minutos, pero aterrizó precipitadamente en la pista del Mitchel Field en Hempstead, Nueva York, averiándose. Sin embargo, con base en la marca establecida, el Cuerpo Aéreo ordenó la producción de 13 YP-38 el 27 de abril de 1939 (la “Y” inicial en “YP”, era la designación del Cuerpo Aéreo para poner en servicio aviones de pruebas, la “X” de "XP" significa “experimental”).
La fabricación de los YP-38 se retrasó, en parte porque ajustar el avión a la necesidad de la producción masiva suscitó distintos cambios sustanciales en la construcción respecto al prototipo. Otro factor fue la repentina necesidad de Lockheed de expandir su planta en Burbank, ya que la firma estaba altamente especializada en la producción de aeronaves con fines civiles: Ventura, Harpoon, Lodestar y Hudson, y en aquel entonces se encontraba diseñando el Constellation para la aerolínea TWA. El primer YP-38 no estuvo listo hasta septiembre de 1940, realizando su vuelo inaugural el 17 de ese mismo mes. El decimotercero y último YP-38 fue entregado al Cuerpo Aéreo en junio de 1941; doce de ellos fueron destinados a pruebas de vuelo, y el restante para pruebas destructivas de resistencia. Los YP fueron rediseñados sustancialmente y diferían en gran medida del XP-38 hecho a mano. Eran más ligeros, incluían cambios en el ajuste de los motores e incorporaron la rotación contrapuesta de sus hélices, haciendo que giraran hacia afuera de la cabina, este cambio permitió mayor estabilidad en el avión como plataforma de disparo de armamento.
Los vuelos de prueba revelaron problemas que inicialmente hacían ver que la cola era inestable. Durante los vuelos a alta velocidad, al acercarse a Mach 0,68, especialmente durante vuelos en picado, la cola se agitaba violentamente y el morro continuaba su trayecto hacia abajo, acentuando la caída; una vez atrapado en esta caída en picado, el caza probablemente entraba en un efecto de alta velocidad conocido como pérdida por compresibilidad, en el cual la alta velocidad crea un cono acústico que parte del morro del avión, que se acerca a la velocidad del sonido pero no logra superarla; este cono crea un vacío circundante al avión y por consiguiente, al mover las superficies de vuelo con el fin de maniobrar el mismo, éstas no responden, se bloquean, o no tienen ningún efecto en el movimiento del avión. Al entrar en pérdida por compresibilidad, el piloto no tiene muchas opciones, de ser posible puede salir del avión o bien seguir en la trayectoria de descenso para que al llegar a aire más denso se disminuya la velocidad y el efecto del cono acústico, y de esta manera, recuperar los controles y obtener una oportunidad para tirar del avión hacia atrás.
Durante un vuelo de pruebas en mayo de 1941, el oficial del USAAC, Comandante Signa Gillkey, decidió no saltar de su YP-38 durante una pérdida por compresibilidad, recuperando el control gradualmente usando el ajustador del elevador (elevator trim). Los ingenieros de Lockheed estaban muy preocupados por esta limitación, pero necesitaban concentrarse en las otras órdenes de aviones. 65 Lightning fueron finalizados en septiembre de 1941, con muchos más por fabricar.
Para noviembre de 1941, muchos de los retos iniciales en las líneas de ensamblaje habían sido resueltos y había un pequeño espacio para que el equipo de ingenieros se tomara un respiro y abordara el problema de los controles bloqueados durante un vuelo en picado. Lockheed tenía un puñado de ideas para hacer pruebas que les permitieran encontrar una respuesta. La primera solución que intentaron fue acomodar un servo de resorte con aletas en las guías del eje del elevador, diseñadas para asistir al piloto cuando intentara controlar fuerzas del timón que excedieran 13,5 kg (30 libras), que esperaban encontrarse durante un vuelo en picado a alta velocidad. En ese punto, las aletillas ayudarían a multiplicar el esfuerzo de los movimientos del piloto. Al experimentado piloto de 43 años Ralph Virden le fue encomendada una prueba de alta velocidad con secuencias específicas para que las siguiera, restringiendo su velocidad y habilidad en aire denso a bajas altitudes con el fin de que el nuevo mecanismo no se sobreesforzara bajo dichas condiciones. Una nota fue pegada al panel de instrumentos del prototipo recordaba estas instrucciones. El 4 de noviembre de 1941, Virden se subió en el YP-38 #1 y completó la secuencia satisfactoriamente, pero 15 minutos más tarde experimentó una barrena de giro (steep dive) con una alta Fuerza-G. La cola del prototipo falló aproximadamente a los 915 m (3000 pies) durante la recuperación del picado a alta velocidad, y Virden perdió la vida al estrellarse fatalmente. La oficina de diseño de Lockheed estaba naturalmente conmovida, pero lo único que pudieron hacer los ingenieros de diseño fue declarar como fallida la solución de la asistencia servomecánica para la pérdida de control en un vuelo en picado. Lockheed debía resolver este problema; el USAAC afirmaba que se trataba de una agitación estructural, ordenando a Lockheed revisar mucho más concienzudamente la cola. 
Como la cola de los P-38 estaba completamente laminada en aluminio, y era lo suficientemente rígida, el problema de la agitación era un problema de ingeniería más relacionado con una cola muy flexible. De hecho, ningún P-38 sufrió de una agitación real en su cola. Para comprobar esto, un elevador y sus estabilizadores verticales fueron laminados con un metal aproximadamente 63 % más delgado de lo normal, demostrando que incrementando la rigidez no se producían diferencias significativas en la vibración. El coronel del ejército Kenneth B. Wolfe (a la cabeza de la Ingeniería de Producción del Ejército) sugirió a Lockheed el intentar colocar masa externa o contrapesos sobre y debajo del elevador, a pesar de que el P-38 tenía ya bastantes contrapesos elegantemente colocados dentro de cada estabilizador vertical. Varias configuraciones de contrapesos externos fueron instalados y peligrosos vuelos de giro en barrena fueron realizados para documentar su desempeño. Explicándole a Wolfe en el Informe Número 2412, “Kelly” Johnson escribió «...la violenta vibración no ha cambiado y la tendencia natural a entrar en picado es la misma en todas las condiciones». Los compensadores de peso no ayudaron en absoluto. Sin embargo, por insistencia de Wolfe, las contrapesos externos fueron colocados en todos los P-38 construidos a partir de ese momento.
Tras meses de presionar al Comité de Asuntos de Aeronáutica (National Advisory Comitee of Aeronautics o NACA) para ser provistos de un túnel de viento de Mach 0,75 (que finalmente resultó), el problema de la compresibilidad se reveló al mostrar que el centro de presión se movía  hacia atrás  en un flujo de alta velocidad, elevando la cola y haciendo que el morro cayera. El problema de la compresibilidad se resolvió cambiando la geometría de la parte inferior de las alas cuando entrara en picado para mantener la elevación en el borde de las mismas. En febrero de 1943, flaps de rápida activación para la recuperación del picado (dive flaps, instalados en la cara posterior de las alas) fueron tratados y probados por los pilotos de pruebas de Lockheed. Estos flaps fueron colocados fuera de las cavidades de los motores, y al activarse bajaban 35° en 1,5 segundos. Los flaps no actuaban como frenos aerodinámicos, afectaban el centro de la distribución de la presión haciendo que el ala no perdiera su elevación o que esta no se desplazara hasta la cola. Luego, en 1943, cientos de kits de instalación de flaps fueron ensamblados en tierra con el fin de darle a los P-38 ubicados en el Norte de África, Europa y el Pacífico una oportunidad para detener el efecto de la compresibilidad y expandir sus tácticas de combate. Desafortunadamente, estos flaps cruciales no siempre llegaron a su destino. En marzo de 1944, 200 kits de flaps de recuperación destinados a los P-38J del Teatro de Operaciones de Europa fueron destruidos en un misterioso incidente de identificación cuando un caza de la Real Fuerza Aérea (RAF) derribó un Douglas C-54 Skymaster que iba a dejar el encargo en el Reino Unido. Los P-38J salieron de la línea de ensamblaje en el verano de 1944, donde fueron remolcados hacia afuera y modificados al aire libre. Los flaps finalmente se incorporaron a la línea de producción en junio de 1944 en los últimos 210 P-38J. La provisión a los P-38 de flaps de recuperación y la libertad de maniobrabilidad táctica habían llegado muy tarde y estaban lejos de ser duraderas. De todos los Lightning construidos, solo la última mitad pudo tener los flaps de recuperación instalados como parte de la secuencia de la línea de ensamblaje.
Luego, C. “Kelly” Johnson afirmó:

Hice una mella en la compresibilidad en el P-38 porque volamos a un rango de velocidad que nadie había experimentado antes, y tuvimos dificultades para convencer a la gente que no era algo divertido, era un problema de física fundamental. Encontramos qué era lo que sucedía cuando el Lightning elevaba su cola y trabajamos durante toda la guerra para obtener 15 nudos (28 km/h) más de velocidad en el P-38. Vimos la compresibilidad como un muro de ladrillos por mucho tiempo. Ahora ya sabemos cómo salir de ella.

La agitación era otro problema inicial en la aerodinámica, difícilmente diferenciable de la compresibilidad, ya que ambas fueron descritas por los pilotos de pruebas como “agitación en la cola”. La vibración aerodinámica (buffeting o sacudida) tiene lugar cuando ocurren perturbaciones en el flujo de aire delante de la cola; el avión entonces se sacudirá a altas velocidades. La decisión tomada fue redondear las estructuras en el borde del ala que se juntaban con el fuselaje y con la cavidad de los motores. La prueba número 15 de túnel de viento resolvió el problema de la sacudida completamente y esta solución de la curvatura entre superficies fue aplicada en cada estructura posterior de P-38. Los kits de curvatura fueron enviados a cada escuadrón que pilotara Lightning. El problema resultó en un aumento del 40 % en la velocidad en la junta entre el fuselaje y el ala donde el grosor es mayor. Una velocidad de 802 km/h, 433 KTAS (500 mph) a 7620 m (25 000) podría hacer que el flujo de aire en la junta del ala y el fuselaje se acercara a la velocidad del sonido. El redondeado resolvió para siempre el problema de la sacudida para el P-38E y los modelos posteriores.
Otro problema con el P-38 se debía a su diseño único de hélices de rotación contraria. Perder uno de los dos motores en cualquier bimotor creará un empuje asimétrico, creando en un despegue un impulso sobre el morro que se dirigirá al costado del motor con fallo. Un entrenamiento convencional en un avión bimotor sugeriría poner el motor bueno a toda potencia; si un piloto hace eso en el P-38 a pesar de que el motor ha fallado, la torsión mecánica resultante y la fuerza descentrada producirá un repentino e incontrolable giro en el avión que puede llegar a perder el control y volcar. Finalmente, los procedimientos que están encaminados a ayudar al piloto a salir de esta situación en el Lightning sugieren lo contrario, reducir la potencia en el motor funcional, abanderar el motor fallido (feathering) e incrementar luego la potencia gradualmente una vez obtenida la estabilidad; los despegues con un solo motor son posibles, siempre y cuando no esté completamente cargado de armamento.
El sonido del motor del Lightning era bastante peculiar, con un silencioso «jadeo» debido a que sus escapes estaban acoplados a los turbocompresores de General Electric en ambos Allison V-1710, otorgándole esa sensación de estabilidad y desempeño que inmortalizarían al Lightning. Inicialmente se presentaron varios problemas con la regulación de la temperatura de la cabina; los pilotos se acaloraban mucho en el sol del trópico y la cubierta de la carlinga, de ser abierta, provocaría una terrible agitación, y en el norte de Europa a elevada altitud la temperatura era muy baja dentro, debido a que la distancia entre la cabina y los motores fue calculada teniendo en cuenta el prevenir transferencias excesivas de calor. Variantes subsecuentes recibieron modificaciones para resolver esos problemas.
El 20 de septiembre de 1939, después de la construcción y posterior prueba de los YP-38, el Cuerpo Aéreo del Ejército estadounidense (USAAC) ordenó la producción inicial de 66 P-38 Lightning, treinta de los cuales se entregaron al Cuerpo Aéreo a mediados de 1941, pero no todos contaban con armamento. En los aviones sin armamento fueron instalados cuatro ametralladoras de 12,7 mm (en vez de las dos de 12,7 mm y dos de 7,62 mm de sus predecesores) y un cañón 37 mm. Contaban con cristal blindado, blindaje en la cabina y controles fluorescentes en la cabina. Uno de ellos fue completado con una cabina presurizada con fines experimentales y se designó XP-38A. Debido a los informes que el USAAC enviaba de Europa, los 36 P-38 restantes recibieron mejoras pequeñas pero significativas, como depósitos autosellantes, luces indicadoras de tren de aterrizaje, y un mejor blindaje para dejarlos en buenas condiciones de combate. El USAAC especificó que esos 36 aviones se designarían P-38D. Como resultado, nunca hubo P-38B o P-38C. El uso principal del P-38 fue el de caza de entrenamiento antes de darle su uso oficial como caza de combate.
En marzo de 1940, los franceses y los británicos ordenaron un total de 667 P-38, designados Model 322F para los franceses y Model F-322B para los británicos. Este avión pudo ser una variante de P-38E pero sin sobrealimentación (debido a una prohibición del gobierno de los Estados Unidos), y ambos motores giraban hacia la derecha en vez de ser contrapuestos, para hacerlos comunes a la gran cantidad de Curtiss-Wright Tomahawk que ambas naciones habían ordenado (y que llevaban el mismo motor Allison V-1710). Tras la caída de Francia en junio de 1940, el gobierno británico tomó el resto de la orden y lo redesignó Lightning I. Tres fueron entregados en marzo de 1942 y se hizo el descubrimiento, sin turbocompresores, a baja altitud y usando combustible británico de bajo octanaje, de que tenían una velocidad máxima de 480 km/h (300 mph) y unas pobres capacidades de maniobra, lo cual suscitó la cancelación del resto del pedido. Los 140 Lightning I restantes fueron terminados para el USAAC con sus hélices de giro contrapuesto pero aún no contaban con turbo-compresores. Muchos de ellos fueron para el entrenamiento de unidades del Cuerpo Aéreo del Ejército estadounidense, bajo la designación RP-322. Esos aviones ayudaron al USAAC en el entrenamiento de nuevos pilotos en las condiciones de alta potencia y complejidad que ofrecían los nuevos cazas. Un puñado de los modelos 322 fueron usados luego como plataformas de pruebas para modificaciones, adaptando dispositivos de distracción de humo y dos torpedos de bombardeo aéreo. El RP-322 era lo suficientemente rápido (algunos de los más rápidos P-38 eran casi idénticos en configuración a los P-322-II) a baja altitud y encajaba bien como avión de entrenamiento. El otro resultado positivo de la orden franco-británica fue el haberles dado a las aeronaves su famoso nombre. Lockheed originalmente los habría bautizado "Atalanta" debido a que la compañía guardaba la tradición bautizar sus aviones con referencia a figuras mitológicas y celestes, pero el nombre de la RAF perduraría para siempre.

## Historia operacional

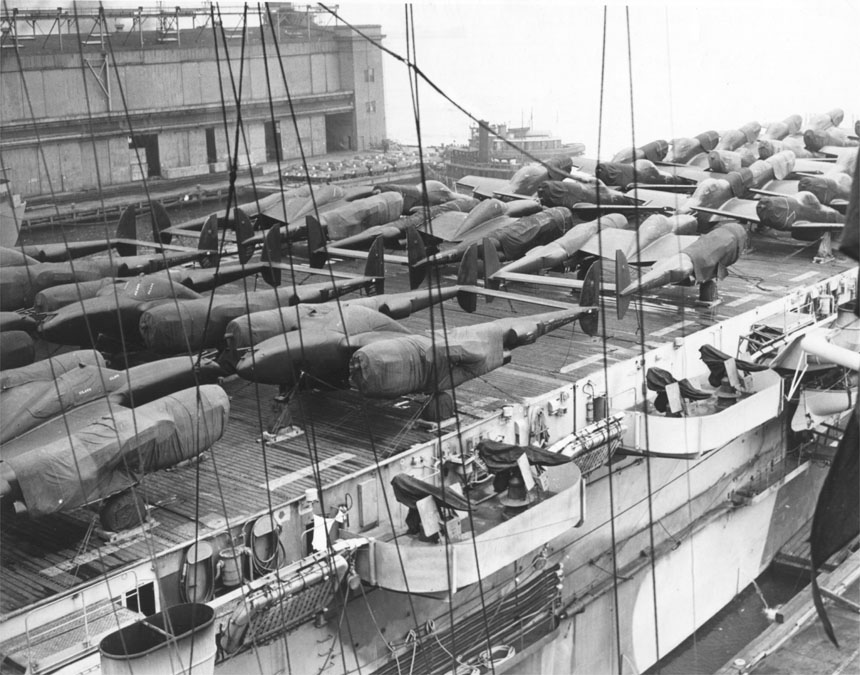
Plataforma cargada de P-38 en CVE, lista para hacerse a la mar, con aislantes contra la sal, en Nueva York.

La primera unidad en recibir cazas P-38 fue el Primer Grupo de Cazas (1st Fighter Group). Después del ataque a Pearl Harbor, esta unidad se unió al 14.º Grupo de Persecución en San Diego (California) como defensa de la Guardia Costera Estadounidense.

### Entrada en la guerra
El primer Lightning en ver servicio activo fue la versión F-4, un P-38E cuyas armas fueron reemplazadas por cuatro cámaras. Se unieron al 8.º Escuadrón de Fotografía de Australia el 4 de abril de 1942. Tres F-4 fueron operados por la Fuerza Real Australiana (Royal Australian Air Force) en su teatro por un corto período en septiembre de 1942.
El 29 de mayo de 1942, 25 P-38 comenzaron operaciones en las islas Aleutianas en Alaska. El largo alcance del caza lo hizo propicio para la campaña de al menos 2000 km (1200 millas) que tiene de largo el archipiélago, y fueron voladas tres campañas de estas en el resto de la guerra. Las Aleutianas constituyeron uno de los más agresivos ambientes disponibles para probar el nuevo avión bajo condiciones de combate. Muchos Lightning se perdieron debido al clima extremo y otras condiciones diferentes a acciones del enemigo, y fueron casos en los que pilotos de Lightning volaron durante horas sobre mares y cielo grises, perdiendo la percepción del horizonte y por lo tanto su orientación, y ocasionando confusiones que los llevaron simplemente a volar hacia el agua. El 9 de agosto de 1942, dos P-38E del 343.er Grupo de Cazas, de la Decimoprimera Fuerza Aérea, al finalizar una larga patrulla de 1600 km (1000 millas) de alcance, se encontraron con un par de hidroaviones Kawanishi H6K “Mavis” japoneses y los destruyeron, haciendo de ellos las primeras aeronaves en ser derribadas por un Lightning.

### Teatro europeo

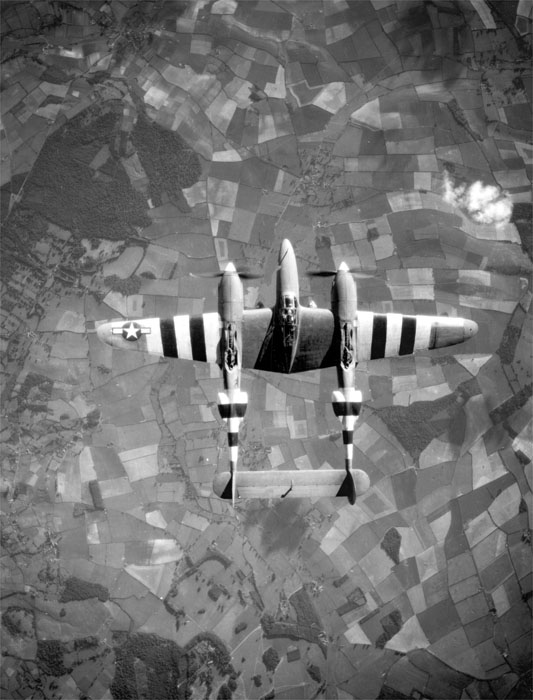
P-38 participando en la campaña de Normandía evidenciado por las franjas de invasión de la batalla de Normandía.

Los P-38 Lightning tuvieron una numerosa cantidad de escapes afortunados, como por ejemplo la llegada del 71.o Escuadrón de Cazas de Goxhill (Lincolnshire, Inglaterra) en julio de 1942. La ceremonia para inaugurar sus operaciones había sido trazada para mediados de agosto, pero un día antes de la ceremonia, Goxhill sufrió su único bombardeo aéreo durante la guerra. Un solitario bombardero alemán sobrevoló y lanzó una bomba muy bien apuntada justo sobre la intersección de las dos nuevas pistas de aterrizaje hechas en hormigón, pero la bomba no explotó y los aviones pudieron continuar con su misión (de hecho, la bomba nunca pudo ser retirada y, mientras duró el enfrentamiento, los aviones tenían que sobrevolar la bomba cada vez que fueran a despegar).
Después de 347 acercamientos sin contacto con el enemigo, el Primer, 14.º y 82.º Grupos de Cazas fueron transferidos al 12.º de la Fuerza Aérea en el Norte de África como parte de la fuerza que se estaba reuniendo para la operación Torch. El 19 de noviembre de 1942, varios Lightning escoltaron una formación de B-17 en un bombardeo sobre Túnez. El 5 de abril de 1943, 26 P-38F del 82.º destruyeron 31 aviones enemigos, ayudando a establecer la superioridad aérea en el área, y haciéndole merecedor del apodo alemán "der Gabelschwanz-Teufel" (el Diablo con Cola Bifurcada), interpretado también como el Diablo de Dos Colas. El P-38 se mantuvo en servicio en el Mediterráneo por el resto de la guerra. Fue en este teatro en el que el P-38 sufrió las más grandes pérdidas en el aire. El 25 de agosto de 1943, 13 P-38 fueron derribados en una salida simple de Bf 109 del ala Jagdgesschwader 53 de la Luftwaffe, sin que los Lightning lograran un solo derribo. El 1 de septiembre, diez P-38 fueron derribados tras volver con un solo derribo, constituyendo la victoria número 67 del as alemán Franz Schiess (quien también es el máximo cazador de Lightning en la Luftwaffe, con un total de 17 destruidos).
Las experiencias sobre Alemania mostraron que se necesitaban cazas de escolta de largo alcance para proteger las operaciones de bombarderos pesados de la Octava Fuerza Aérea. Los P-38H del 55.º Grupo de Cazas fueron transferidos al Octavo en Inglaterra en septiembre de 1943, y fue complementado por otros provenientes del 20.º Grupo de Cazas, el 364.º, y el 479.º poco después.
En el teatro del Mediterráneo, los pilotos italianos comenzaron a encarar al P-38 a finales de 1942 y lo consideraron como un enemigo formidable, en comparación a otros cazas letales incluyendo al Supermarine Spitfire. Un pequeño número de P-38 cayó en manos de unidades alemanas e italianas y fueron probados y usados en combate. El coronel Tondi usó un P-38, probablemente de la variante “E”, que aterrizó en Cerdeña debido a un error de navegación. Tondi finalmente logró aproximarse a un B-24, derribándolo el 11 de agosto de 1943. El P-38 finalmente fue adquirido por Italia para ser usado en la posguerra.
El P-38 se desempeñó bien en el teatro de operaciones de Europa a pesar de ser superado en 10 a 1 en número, y sufriendo fallos frecuentes en los motores, atribuidos a partes que no toleraban bien el combustible de bajo grado usado en Europa. Muchos de los problemas con el avión fueron superados por la variante J, pero en septiembre de 1944 todos los grupos de Lightning en la Octava Fuerza Aérea fueron reemplazados por el North American P-51 Mustang, cuyas mejoras aerodinámicas y su versión norteamericana del motor Merlin extendieron el rango de alcance de los cazas de escolta. La Octava Fuerza Aérea continuó operando la versión F-5 de reconocimiento con mayor éxito.

### Teatro del Pacífico

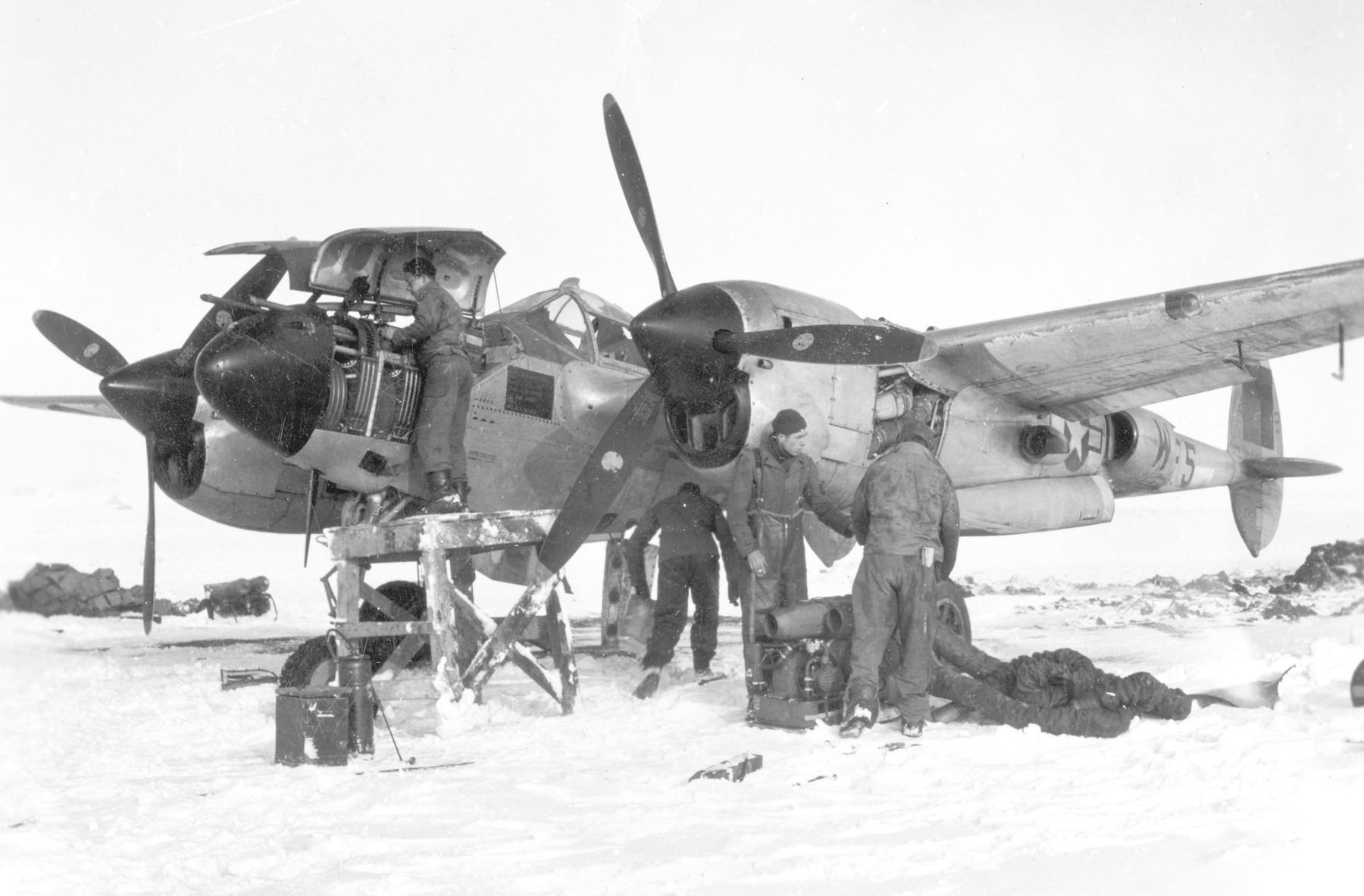
P-38 en mantenimiento en Europa.

El P-38 fue usado más extensa y exitosamente en el Teatro del Pacífico, donde probó estar perfectamente encajado, combinando su excelente desempeño con un alcance muy largo. El P-38 tiene el crédito de haber destruido más aviones japoneses que cualquier otro caza de las Fuerzas Aéreas del Ejército de los Estados Unidos (USAAF). Las cabinas que se congelaban no eran un problema a baja altitud en el trópico. De hecho, no había modo de abrir una ventana debido a que causaba serias agitaciones al mandar vientos turbulentos hacia la cola, y a veces solía ser muy caliente; los pilotos que participaban en misiones de baja altitud, a veces volaban con pantalón corto, zapatillas, y el paracaídas. Como el P-38 no podía maniobrar de la misma forma que un Mitsubishi A6M Zero u otros cazas japoneses, su alto régimen de ascenso le daba la oportunidad a los pilotos de elegir si combatían o se retiraban, y su potencia de fuego perfectamente apuntada era más potente y mortal para los cazas japoneses que tenían un blindaje muy ligero, a diferencia de los cazas alemanes.
La ráfaga de balas concentrada y paralela permitía victorias aéreas a distancias mucho mayores que si los cazas cargaran sus cañones en las alas. De hecho, resulta algo irónico que Dick Bong, el as estadounidense con mayor número de bajas durante la Segunda Guerra Mundial (40 victorias solamente en P-38), prefiriera volar directamente a sus objetivos para estar seguro de que realmente había acertado (ya que él sabía que no tenía muy buena puntería), en algunas ocasiones llegando a volar dentro de los restos de sus recién destruidos blancos (y en una ocasión colisionando con un avión enemigo, ya que según él era una victoria «probable»). Los dos motores Allison se desempeñaban admirablemente en el Pacífco. Jirō Horikoshi, diseñador del Zero. escribió: «El sonido peculiar de los motores del P-38 se ha convertido en algo familiar y odiado por los japoneses en todo el Pacífico Sur».
Del 2 al 4 de marzo de 1943, los P-38 volaron para escoltar bombarderos y aviones de ataque australianos y de la Quinta Fuerza Aérea, durante la batalla del Mar de Bismark, una derrota crucial contra los japoneses. Dos ases de P-38 provenientes del 39.º Escuadrón de Combate fueron derribados en el segundo día de la batalla: Bob Faurot y Hoyt “Curley” Eason (un veterano con cinco victorias, quien había entrenado a cientos de pilotos, incluyendo a Dick Bong).
El general George C. Kenney, comandante de la Quinta Fuerza Aérea de las USAAF con base en Nueva Guinea, no podía conseguir suficientes P-38, a pesar de que ya habían reemplazado P-39 y P-40 útiles pero inadecuados (y que usaban el mismo motor Allison V-1710 sin turboalimentación), lo cual se veía como una plegaria sin respuesta. Los pilotos de Lightning comenzaron a competir en el posicionamiento de bajas contra aviones japoneses. 

#### Almirante Isoroku Yamamoto
Los Lightning figuran en una de las operaciones más significativas en el Teatro del Pacífico, la interceptación, el 18 de abril de 1943, del almirante Isoroku Yamamoto, el arquitecto de la estrategia naval japonesa en el Pacífico, incluyendo el ataque a Pearl Harbor.
Cuando los criptógrafos estadounidenses descubrieron que Yamamoto iba a volar a la isla Bougainville para llevar a cabo una inspección del frente de batalla, 16 P-38G Lightning fueron enviados en una misión de interceptación de largo alcance, volando 700 km (435 millas) desde Guadalcanal a altitudes entre 3 y 15 m (10 y 50 pies) sobre el océano para evadir la detección. Increíblemente, los Lightning interceptaron con impecable precisión en los cálculos de tiempo a los dos bombarderos rápidos Mitsubishi G4M “Betty” de transporte de Yamamoto y seis Zeros que los escoltaban, cuando se encontraban en operaciones de descenso y aproximación para aterrizar. El primer Betty se estrelló en la selva y el segundo encalló cerca de la costa. Dos Zero también fueron abatidos por los pilotos estadounidenses, perdiéndose un P-38. Al día siguiente, los investigadores japoneses encontraron el cuerpo sin vida de Yamamoto en el avión que se estrelló en la selva.

### Historial de servicio
Las marcas en servicio de los P-38 muestran resultados combinados, pero usualmente por mala interpretación. Los P-38 fueron descritos como aeronaves más difíciles de pilotar que aquellas de un solo motor, pero esto se debe al entrenamiento inadecuado en los primeros meses de la guerra y a que era el único caza bimotor. Los problemas del motor del Lightning a gran altitud solo sucedieron con la Octava Fuerza Aérea y se atribuyen al bajo octanaje y calidad del combustible británico respecto a las necesidades del refinado motor Allison; en contraste, el P-38 tuvo vuelos tremendamente exitosos volando desde Italia a Alemania en todas las altitudes, debido a que el combustible era de mejor calidad. Este problema con el combustible contribuye a la relativa baja tasa de derribos del caza de 1,4 a 1 en el teatro de operaciones de Europa, donde el P-38 alcanzó 2500 bajas enemigas confirmadas con 1750 pérdidas en combate por todo tipo incluyendo fuego antiaéreo, errores del piloto o fallos en el equipo. Se estima que realmente la tasa de mortalidad de combates aire-aire en el Teatro Europeo pudo ser de 2:1 a favor del Lightning. Antes de la variante J-25, los P-38 eran presa fácil de los alemanes, que los alcanzaban fácilmente, ya que carecían de los flaps de recuperación, vitales para garantizar vuelos rápidos sin entrar en compresibilidad o para evitar sus efectos durante los picados. Los pilotos de cazas alemanes evitaban un combate al ejecutar la primera mitad de un giro en S (Split S) y continuar en barrenas de giro (steep dive) porque sabían que los Lightning evitarían seguirlos.
En el lado positivo, tener dos motores significaba una póliza de seguro. Muchos pilotos regresaron a salvo a la base tras un fallo en el motor durante el combate. El 3 de marzo de 1944, los primeros cazas aliados que llegaron hasta Berlín en una misión fallida de escolta, liderando el grupo de pilotos de P-38H el teniente coronel Jack Jenkins del 55.º Grupo de Cazas, llegando solo con la mitad de sus hombres después de que daños por fuego antiaéreo y fallos en su motor le obligaran a regresar. Camino a Berlín, Jenkins reportó un motor con un sonido extraño y el otro en buenas condiciones, haciéndole dudar el que realmente fuera a regresar. Los B-17 que supuestamente debía escoltar no hicieron nada destacable, regresando a Hamburgo. Jenkins y su compañero pudieron soltar sus depósitos y huir de cazas enemigos para regresar a casa con tres motores buenos entre los dos.
En el teatro de operaciones de Europa, los P-38 hicieron 130 000 salidas con una pérdida de 1,3 % en total, comparablemente favorable con las operaciones en Europa del P-51, que registró un 1,1 % de pérdidas, considerando que el P-38 era bastante inferior en número y sufrieron de tácticas poco bien pensadas. La mayoría de las salidas del P-38 fueron hechas en un período anterior a la superioridad aliada en el aire de Europa, cuando los pilotos luchaban contra un enemigo bastante hábil, instruido y determinado.
A pesar de tantas dificultades, el P-38 se posiciona como tercero en el escalafón de mejor caza aliado en Europa, según el teniente coronel Mark Hubbard, que jamás tomó los controles de un Lightning. Las mayores virtudes del avión eran su largo alcance, su gran carga útil, alta velocidad, alto régimen de ascenso, y su potente fuego concentrado. El P-38 fue un interceptor y caza de ataque formidable y, en manos de cualquier piloto, extremadamente letal en combate aire-aire.
En el teatro del Pacífico, el P-38 derribó cerca de 1800 aeronaves japonesas, con más de 100 pilotos convertidos en ases de combate al derribar cada uno más de cinco aeronaves enemigas. Los suministros de combustible estadounidense contribuyeron a un mejor desempeño de los motores y servicio de mantenimiento, y el alcance fue extendido al empobrecer la mezcla de combustible. En la segunda mitad de 1944, los pilotos de P-38L que salían de Nueva Guinea Alemana volaban 1524 km (950 millas), con un tiempo de combate de 15 minutos y luego regresaban a salvo a la base.

### Operaciones de posguerra
El final de la guerra dejó a las USAAF con miles de P-38 que se volvieron obsoletos con la llegada de los cazas a reacción (jets). Cien aeronaves del modelo P-38L y F-5 Lightning fueron adquiridas por Italia en un contrato que data de abril de 1946. Entregados, tras arreglarlos a ritmo de uno por mes, fueron enviados a la AMI completando el envío hasta 1952. Los Lightning sirvieron en 4 Stormo y otras unidades incluyendo el 3 Stormo, volando misiones de reconocimiento sobre los Balcanes, ataque a tierra, cooperación naval y misiones de superioridad aérea. Debido a la poca familiaridad para operar cazas pesados, con motores viejos y sumado a errores humanos, una gran cantidad de P-38 se perdieron en al menos 30 accidentes, muchos de ellos fatales. A pesar de esto, muchos pilotos italianos amaban el Lightning, por su excelente visibilidad en tierra y su estabilidad en el despegue. Los P-38 italianos fueron retirados de servicio en 1956; ninguno de ellos sobrevivió al desmantelamiento y achatarramiento.
Los P-38 sobrantes fueron usados también por otras fuerzas aéreas extranjeras, con una docena vendida a Honduras y 15 retenidos en China. Seis F-5 y dos P-38 biplazas sin armamento fueron operados por el Partido Revolucionario Dominicano con fuerzas localizadas en Cuba en 1947. La mayoría de los Lightning fabricados durante la guerra presentes en territorio estadounidense fueron vendidos por 1200 dólares una vez cesado el conflicto, y el resto fueron desmantelados. Los P-38 remanentes en otros teatros de operaciones fueron movidos por excavadoras a pilas de aviones abandonados y hechos chatarra; muy pocos escaparon a este destino.
El piloto de pruebas de Lockheed Tony LeVier fue uno de aquellos que compró un Lightning, escogiendo un modelo P-38J, y lo pintó de rojo para convertirlo en un avión deportivo y de exhibiciones aéreas. Lefty Gardner, un expiloto de B-24 y B-17, y asociado a la Fuerza Aérea Confederada, compró un P-38L-1-LO de mediados de 1944 y que había sido modificado a F-5G. Gardner lo pintó de blanco con una franja roja y azul y le bautizó White Lightnin’; él trabajó en sus sistemas de turboalimentación instalando intercoolers que garantizaran un óptimo desempeño a baja altitud y le puso unas entradas de aire similares a las que llevaban los P-38F para que luciera más aerodinámico. Los P-38 eran contendientes populares en las carreras aéreas desde 1946 a 1949, con Lightning de colores vibrantes que hacían alucinantes giros cerca de los pilones de las Carreras Aéreas de Reno en Cleveland.
Los F-5 fueron comprados por compañías de cartografía aérea para la elaboración de mapas. Desde la década de 1950, el uso de Lightning declinó fuertemente y solo un poco más de dos docenas todavía existen y algunos pueden volar. Un ejemplar es un P-38L propiedad de Lone Star Flight Museum en Galveston, Texas, pintado en los colores Putt Putt Maru de Charles MacDonald. Otros dos ejemplares son F-5G que fueron adquiridos y operados por Kargl Aerial Surveys en 1946, y ahora están en el Yanks Air Museum de Chino (California), y en el Evergreen Aviation Museum de McMinnville, Oregón.

## Variantes
| Variante  | Producidos | Detalles                                     |
| --------- | ---------- | -------------------------------------------- |
| XP-38     | 1          | Prototipo                                    |
| YP-38     | 13         | Aviones de evaluación                        |
| P-38      | 30         | Aviones de producción inicial                |
| XP-38A    | 1          | Con cabina presurizada                       |
| P-38D     | 36         |                                              |
| P-38E     | 210        |                                              |
| F-4       | 100+       | Modelos de reconocimiento a partir del P-38E |
| Model 322 | 3          | Aviones de la RAF                            |
| RP-322    | 147        | Entrenamiento de las USAAF                   |
| P-38F     | 527        |                                              |
| F-4A      | 20         | Modelos de reconocimiento a partir del P-38F |
| P-38G     | 1,082      |                                              |
| F-5A      | 180        | Modelos de reconocimiento a partir del P-38G |
| XF-5D     |            | Un F-5A convertido                           |
| P-38H     | 601        |                                              |
| F-5C      | 123        | Modelos de reconocimiento a partir del P-38H |
| P-38J     | 2970       | Introducción de nuevo tipo de radiador       |
| F-5B      | 200        | Basados en el P-38J                          |
| F-5E      | 605        | Conversión de P-38J/L                        |
| P-38K     | 1          | Con hélices de remo                          |
| P-38L-LO  | 3810       |                                              |
| P-38L-VN  | 113        |                                              |
| F-5F      |            | Modelo de reconocimiento a partir del P-38L  |
| P-38M     | 75         | Caza nocturno                                |
| F-5G      |            |                                              |

Más de 10 000 Lightning fueron fabricados en total. Esto lo convierte en el único avión de combate estadounidense en producción continua durante la participación de Estados Unidos en la Segunda Guerra Mundial. El Lightning tuvo efectos en la fabricación de otros aviones; por ejemplo el diseño de sus alas en escala más grande fue usado en el Lockheed L-049 Constellation.
El primer Lightning con capacidad de entrar en combate fue el P-38E, que incorporaba instrumentos mejorados, y sistemas eléctricos e hidráulicos. A mediados de la producción, las viejas hélices de acero hueco Hamilton Standard Hydromatic fueron reemplazadas por nuevas hélices Curtiss Electric de duraluminio. La configuración definitiva del armamento incorporaba cuatro ametralladoras de 12,7 mm con una cinta de 500 cartuchos por arma, y un cañón automático Hispano de 20 mm con 150 proyectiles, reemplazando al poco fiable Oldsmobile de 37 mm, y era estándar con el equipo.
Mientras las ametralladoras fueron colocadas simétricamente en la nariz en las primeras versiones, fueron colocados de forma desigual en la versión P-38E y versiones posteriores, con los cañones asomándose a distintas distancias. Esto fue hecho para asegurar un suministro directo de las cintas de cartuchos, ya que anteriormente las cintas tendían a atascarse.
El primer P-38 salió de la fábrica en octubre de 1941. Más de cien P-38E fueron completados en la fábrica o convertidos en el campo en una variante de reconocimiento fotográfico, la F-4, donde las armas fueron reemplazadas por cámaras. Muchos de esos primeros Lightning de reconocimiento fueron retenidos para entrenamiento, pero el F-4 fue el primer Lightning en ser usado en acción en abril de 1942.
Más tarde fueron construidos 210 P-38E, y fueron seguidos luego, comenzando en abril de 1942, por el P-38F, que incorporaban soportes al lado de los motores para depósitos adicionales, o llevar un total de 900 kg (2000 libras) de bombas. El P-38F era más pesado, con motores más potentes que consumían más combustible. Sin los depósitos externos el alcance era más corto que la versión -E. El general Spaatz, quien comandara la Octava Fuerza Aérea en el Reino Unido, dijo sobre el P-38F: “Yo prefiero tener un avión que va tan rápido como el demonio y tiene algunos defectos, que otro que no va como el demonio y tiene algunos defectos”. Se construyeron un total de 527 P-38F.
El P-38F fue seguido a comienzos de 1943 por el P-38G, usando motores Allison más potentes de 1040 kW (1400 hp) cada uno y con un mejor equipo de radio. El P-38G fue seguido rápidamente por el P-38H, con unos Allison algo más refinados de 1060 kW (1425 hp), un cañón automático de 20 mm mejorado y una capacidad para bombas de hasta 1450 kg (3200 libras). Estos modelos también fueron modificados en tierra en aviones de reconocimiento F-4A y F-5. Un F-5A fue modificado para convertirlo en un avión experimental biplaza de reconocimiento, con cámaras adicionales en las colas de los fuselajes. El desempeño del P-38G y del P-38H fue restringido por un sistema de intercooler integrado al borde de ataque del ala que había sido diseñado para motores más pequeños (en consecuencia, muchas tripulaciones lo retiraron para conseguir mayor potencia a bajas altitudes, donde el daño por sobrecalentamiento era razonablemente bajo). Los nuevos motores podrían calentarse al punto en que era posible que ocurriera una detonación explosiva en el carburador si se usaba más allá de los límites permitidos. 
Las primeras variantes no gozaban de una buena reputación de maniobrabilidad, debido a que eran ágiles a bajas altitudes a manos de un piloto capacitado, usando las características de pérdida del avión como la mayor ventaja. Desde el modelo P-38F-15, el Lightning contaba con el modo “maniobras de combate” con la adición de alerones Fowler (alerones de desplazamiento corredizo que aumentan la geometría del ala). Cuando se bajaban a 8 º en el modo de maniobrabilidad, los alerones le permitían al P-38 desenvolverse como muchos cazas de un solo motor con el coste de añadir un poco de resistencia. Sin embargo, las primeras variantes estaban restringidas debido a la alta carga de fuerza que ofrecía el control de los alerones y la baja velocidad inicial del alabeo.

### La madurez del Lightning: P-38J y P-38L

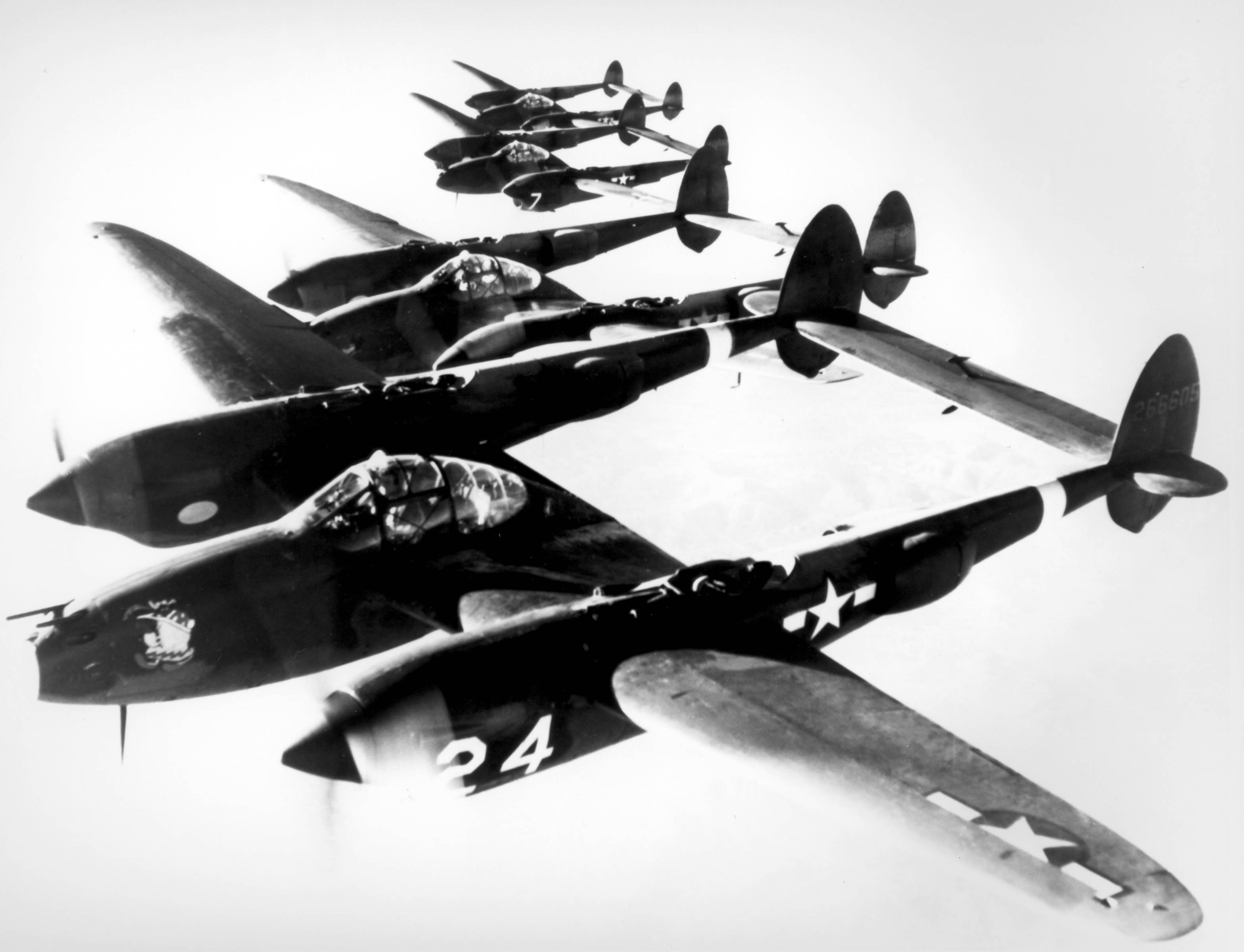
Cuatro P-38 volando en formación.

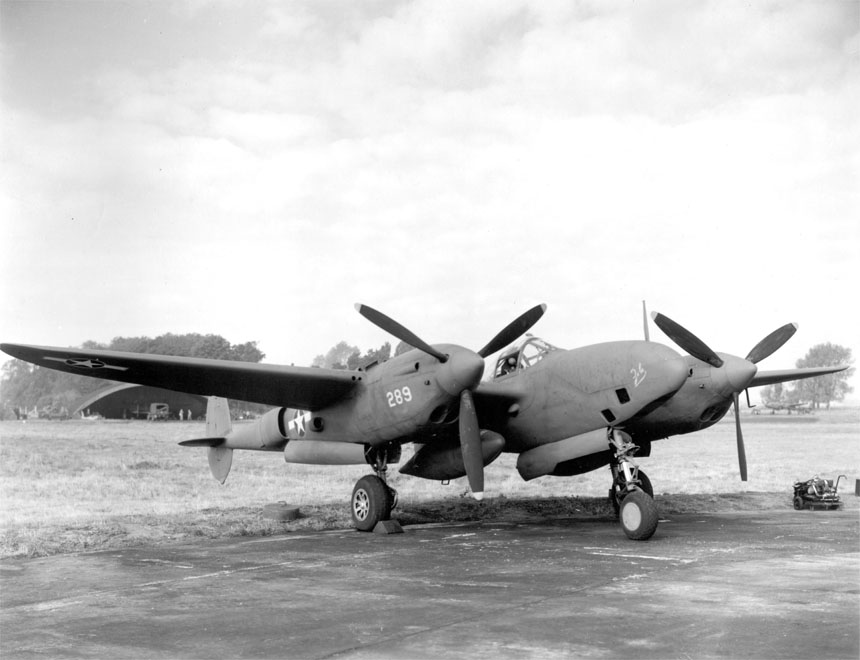
F-5B, una versión de reconocimiento del P-38.

El P-38J definitivo fue introducido en agosto de 1943. El sistema intercooler para refrigerar los sobrealimentadores, que había sido ubicado dentro del borde de ataque de las alas, probó ser muy vulnerable a los daños de combate, y podían estallar si la serie incorrecta de controles era activada por error. En el modelo P-38J, las góndolas de línea sinuosa y aerodinámica de los motores de Lightning anteriores fueron cambiadas para encajar el radiador del intercooler entre los radiadores de aceite, formando una “barbilla” en cada motor y que distinguió visualmente al modelo J de sus predecesores. 
Como el P-38J usaba el mismo V-1710-89/91 del modelo H, el nuevo y más moderno intercooler le hacía superior en desempeño, ya que era más eficiente y bajaba más la temperatura de la presión de aire del colector (manifold pressure), lo cual incrementaba la potencia calculada significativamente. El borde de ataque de la parte externa del ala fue adaptado con depósitos de combustible de 55 galones, llenando el espacio ocupado por los túneles dejados por cada intercooler.
Los 210 aparatos J finales, designados P-38J-25-LO, aliviaron el problema de la compresibilidad con la adición de un set de alerones de recuperación de funcionamiento eléctrico justo al lado de los motores, en la línea central inferior de las alas. Con estas mejoras, un piloto de las USAAF reportaba velocidades de picado de hasta 970 km/h (600 millas por hora), ya que la compresibilidad afectaba el funcionamiento correcto del barómetro y es de suponerse que la velocidad real era menor.
El bloque de producción del P-38J-25-LO también introdujo alerones de accionamiento asistido con un sistema hidráulico, una de las primeras veces que un sistema así fuera introducido en un caza. Esto aumentó notoriamente la velocidad de alabeo del Lightning y redujo la fuerza que el piloto debía ejercer para realizarlo. Con un Lightning satisfactoriamente producido, Lockheed impulsó su producción, trabajando con subcontratistas de todo Estados Unidos para producir cientos de Lightning cada mes.
Solo hubo dos P-38K, desarrollados entre 1942 y 1943, uno oficial y el otro como un experimento interno de Lockheed. El primero fue llamado RP-38E como instrumento de pruebas al que se le instalaron hélices con palas en forma de remo de “alta actividad” Hamilton Standard Hydromatic, similares a las que usó el P-47. Las nuevas hélices requirieron conos de mayor diámetro, y la línea de alimentación fue cambiada de posición. Por ello se modelaron nuevas góndolas de los motores para que su forma se ajustara al nuevo diámetro de los conos de las hélices. El avión también contaba con los nuevos intercoolers desarrollados para el P-38J.
El desempeño del primer prototipo condujo a una solicitud oficial de un segundo avión, un P-38G-10-LO (redesignado P-38K-1-LO) con las mencionadas hélices de cuatro palas y una nueva planta motriz Allison V-1710-75/77 (F15R/L) con 1875 bhp (boosted horse power o caballos de fuerza producidos con una mejora externa) al usar el sistema de Potencia de Emergencia WEP (War Emergency Power) que consistía en la inyección temporal de agua-metanol. Las Fuerzas Aéreas del Ejército recibieron el envío en septiembre de 1943 en el Eglin Field. En las pruebas, el P-38K-1 alcanzó 693 km/h (432 mph) a potencia de uso militar y se predijo que podía sobrepasar los 720 km/h (450 mph) con potencia WEP, y de forma similar se incrementaría la carga útil y el alcance. El régimen de ascenso inicial fue de 24 384 m/s (4800 pies por minuto) alcanzando un techo de 13 928 m (46 000 pies). Alcanzaba la altitud de 20 000 pies en cinco minutos cerrados; con pintura de camuflaje reducía sus capacidades, ya que añadía una pequeña cantidad de peso y de resistencia en sus superficies. Sin embargo, el Departamento de Producción de Guerra refutó la producción del P-38K debido a la interrupción en la producción de dos o tres semanas, necesaria para implementar las modificaciones de las góndolas por los nuevos conos de las hélices y la línea de alimentación. También había dudas de si la compañía Allison tenía la posibilidad de producir grandes cantidades del motor V-1710 F15. A pesar de lo prometedor, el proyecto del P-38K tuvo que cancelarse.
El P-38L fue la variante más numerosamente producida del Lightning, con un total de 3923 construidos, 113 de ellos en la compañía Consolidated-Vultee en su fábrica de Nashville. Entró en servicio en las Fuerzas Aéreas del Ejército estadounidense en junio de 1944, a tiempo para apoyar las acciones de la invasión aliada en Francia del Día D. La producción de Lockheed en el Lightning se representaba por un sufijo que consistía del número de bloque de producción seguido por las letras “LO”, por ejemplo “P-38L-1-LO”, mientras que la producción de Consolidated-Vultee se reconocía por un número de bloque de producción seguido por las letras “VN”, por ejemplo “P-38-5-VN”.
El P-38L fue el primer Lightning en llevar lanzacohetes al ras del suelo. Siete HVAR (high velocity aircraft rocket) en pilones de cada ala, y luego, 10 cohetes en cada ala sobre rieles tipo “Árbol de Navidad”. El P-38L también contaba con pilones de almacenamiento reforzados para llevar bombas de 900 kg (2000 libras) o depósitos desechables con capacidad de 1140 litros (300 galones americanos, aproximadamente 1800 libras de AVGas).
Lockheed modificó 200 armazones de P-38J en producción para convertirlos en aviones de reconocimiento fotográfico sin armamento F-5B, mientras otros cientos de P-38J y P-38L fueron modificados en tierra para convertirlos en F-5E, F-5F, y F-5G. Unos cuantos P-38L fueron convertidos en biplazas TP-38L para entrenamiento de familiarización.
Modelos posteriores del Lightning fueron entregados sin pintura, como parte de una política de las USAAF establecida en 1944. Primero, las unidades en tierra intentaron pintarlos, puesto que a los pilotos les aterrorizaba el ser muy visibles al enemigo sin ninguna clase de camuflaje, pero finalmente esto reducía el peso y la resistencia al avance dando una ligera ventaja en combate.
El P-38L-5 fue la subvariante más común de P-38L, contaba con una cabina modificada con sistema de calefacción que consistía en un conector dentro de la cabina, al que el piloto podía conectar un cable de un traje térmico, lo cual incrementaba su comodidad. Estos Lightning recibieron el motor mejorado V-1710-111/113 (F30R/L), el cual redujo dramáticamente los problemas de fallos en el motor experimentados a vuelos de gran altitud.

### Pathfinders, Night Fighter y otras variantes
El Lightning recibió modificaciones para otras tareas. Adicionalmente al F-4 y al F-5 como variantes de reconocimiento, un puñado de P-38J y P-38L fueron modificados en tierra para una pequeña formación de bombarderos “pathfinders” (rastreadores) o “droopsnoots” (olfateadores), teniendo un morro modificado para incorporar una Mira Norden o un radar H2X. Un Pathfinder podía liderar la formación de otros P-38, cada uno sobrecargado con dos bombas de 907 kg (2000 libras); la formación completa lanzaría su armamento cuando lo hiciera el Pathfinder.
Varios Lightning fueron modificados como cazas nocturnos. Hubo muchas modificaciones de campo o experimentales con diferentes configuraciones de equipo, que finalmente resultaron en un “definitivo” caza nocturno P-38M, o Night Lightning. Setenta y cinco P-38L fueron modificados a la configuración Night Lightning, pintados completamente de negro, con apagallamas cónicos para los cañones de las ametralladoras, un cubículo para el radar AN/APS-6 detrás del morro, y una segunda cabina alargando la forma de la carlinga del piloto, para ser usada por el operador del radar. La altura de la cabina trasera era pequeña, haciendo preferentes a operadores de radar de baja estatura.
Esta adición externa supuso una sorprendente baja alteración en el rendimiento en el P-38M, y era más rápido que el Northrop P-61 Black Widow construido especialmente para ser caza nocturno. Los Night Lightning participaron en algunas misiones de combate en el Pacífico casi al final de la guerra, pero como fue verificado, ninguno de ellos tomó parte en combate alguno.
A uno de los P-38 de producción inicial se le quitaron sus turbo-sobrealimentadores, con una segunda cabina colocada en uno de los dos fuselajes para examinar cómo la tripulación podría responder a un desarrollo de cabina “asimétrico”. Un P-38E fue acomodado con una barcaza central extendida para acomodar dos asientos en tándem con controles duales, y luego se le acomodó en cambio un ala de flujo laminar.
A comienzos de la Guerra del Pacífico, se propuso un esquema para instalarles flotadores a los Lightning y permitir que los aviones sirvieran como transportes de largo alcance. Los flotadores deberían ser retirados antes de que entrara en combate. Surgieron entonces afirmaciones que aseguraban que el agua salada podría corroer el empenaje, y por esta razón un P-38E fue modificado con una cola más elevada y le fue colocado un asiento colocado hacia atrás para que un observador observara la efectividad de la modificación. Este P-38E nunca llevó flotadores, y la idea fue abandonada rápidamente, ya que la Armada estadounidense había demostrado tener la capacidad suficiente para el transporte de suministros como para preocuparse por los envíos de P-38 en el sur del Pacífico.
Otro P-38E fue usado en 1942 para remolcar un planeador de transporte de tropas Waco como demostración. Sin embargo, había suficientes aeronaves disponibles para esta labor, como los C-47, así que el Lightning fue apartado de este trabajo.
Los Lightning estándar fueron usados como transporte de tripulación y de tropas en el sur del Pacífico. Les fueron acomodados cubículos en los pilones bajo las alas, reemplazando los depósitos desechables o bombas pesadas, y eran capaces de transportar a un pasajero acurrucado, o carga. Era una forma bastante incómoda de volar. Muchos de los cubículos no contaban con ventanilla alguna que permitiera al pasajero ver hacia afuera o recibir luz, así que alguna vez un viajero afirmó luego de haber volado “quien haya sido el que diseñó esta maldita cosa, debería ser forzado a viajar en ella”.
Lockheed pensó en un modelo de carga denominado versión Model 822 del Lightning para la Armada estadounidense. El Model 822 contaría con alas plegables, un gancho de apontaje, y un tren de aterrizaje más fuerte para las operaciones en portaaviones. La Armada no se interesó, debido a que el Lightning era demasiado grande para operaciones en cubierta y no querían aviones que usaran motores refrigerados por líquido, y el Model 822 jamás salió del papel. Sin embargo, la Armada operó cuatro F-5B con bases terrestres en el norte de África, que provenían de las USAAF y se redesignaron FO-1.
Un P-38J fue usado en experimentos con una inusual disposición para permitir el reabastecimiento en vuelo, en el que el caza enganchaba un depósito desechable amarrado por un cable a un bombardero. Las USAAF vigilaban este trabajo, sin embargo decidió que era poco práctico. Otro P-38J también fue intervenido con un sistema experimental de esquíes retráctil en el tren de aterrizaje, pero esta idea tampoco vio servicio operacional.
Después de la guerra, se instaló de forma experimental en un P-38L, un armamento de tres ametralladoras de 15,2 mm. El cartucho de 15,2 mm fue desarrollado a comienzos de la guerra para un fusil antitanque de la infantería, un tipo de arma cuyo desarrollo se hizo común en varias naciones en la década de 1930, cuando los tanques eran mucho más ligeros pero, hacia 1942, la idea de atacar a un tanque usando un fusil de gran calibre era considerado como «obsoleto» y «suicida».
El cartucho de dicha arma no se abandonó, ya que los estadounidenses diseñaron un arma derivada del cañón automático MG 151 de 15 mm de Alemania, y fue designada como “T17”. Pero a pesar de que 300 de esas armas fueron construidas y se fabricaron alrededor de seis millones de cartuchos de 15,2 mm, nunca vieron un uso efectivo y los T17 nunca vieron servicio operacional. El cartucho fue “ensanchado” para ajustar proyectiles de 20 mm y se convirtió en una munición estándar de Estados Unidos después de la guerra. Los P-38L armados con T17 no realizaron pruebas significativas.
Otro P-38L fue modificado después de la guerra como un “super strafer” con ocho ametralladoras de 12,7 mm en el morro y un armazón debajo de cada ala con dos ametralladoras del mismo calibre, para un total de 12 ametralladoras. Tampoco resultó algo de esta conversión.
Un P-38L fue modificado en la India por Hindustrian Aeronautics como un transporte rápido vip, con un asiento cómodo cerca del morro, paredes tapizadas con cuero, acomodamiento para bebidas y un morro traslúcido para darle al pasajero una vista espectacular.[cita requerida]

## Operadores

### Militares
Alemania
- Luftwaffe: aviones capturados.

 Australia
- Real Fuerza Aérea Australiana

 Bolivia

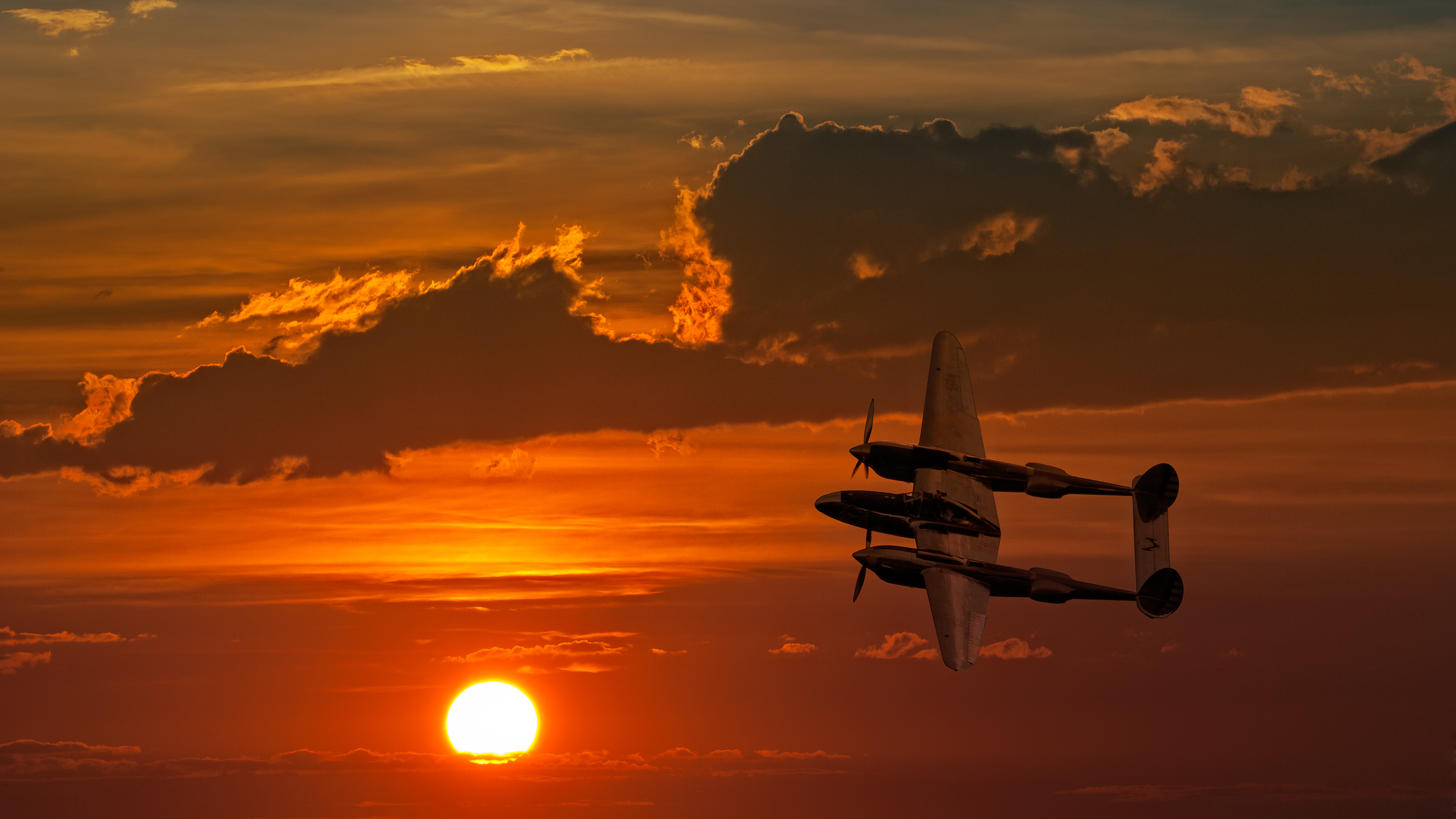
Un Lightning restaurado volando sobre Alemania en septiembre de 2013.

- Fuerza Aérea Boliviana: Bolivia recibió 1 ejemplar en la posguerra para evaluación.

 República de China
- Fuerza Aérea Nacionalista China

 Estados Unidos
- Fuerzas Aéreas del Ejército de los Estados Unidos
- Armada de los Estados Unidos

 Francia
- Fuerzas Aéreas Francesas Libres
- Ejército del Aire francés

 Honduras
- Honduras recibió 12 aviones en la posguerra.

 Italia
- Regia Aeronautica
- Aviación Cobeligerante Italiana
- Aeronautica Militare

 Portugal
- Fuerza Aérea Portuguesa: 2 aviones internados.

 Reino Unido
- Royal Air Force

 República Dominicana
 Unión Soviética
- La Unión Soviética reparó algunos aviones de las USAAF dañados o capturados, hallados en Europa del Este.

### Civiles
Colombia
- Instituto Geográfico Agustín Codazzi

## P-38 Lightning Notables

### YIPPEE
El Lightning número 5000 en ser construido, un P-38J, fue pintado con rojo bermellón brillante, y tenía el nombre “YIPPEE” pintado en la parte inferior de las alas con grandes letras blancas, así como las firmas de cientos de trabajadores. El avión fue usado por los pilotos de pruebas Milo Burcham y Anthony LeVier en destacadas demostraciones de vuelo, ejecutando vibrantes maniobras, como toneles al nivel de los árboles con una hélice embanderada para demostrar que el P-38 no era la bestia inmanejable de leyenda. Ellos explotaron las cualidades del Lightning para que los pilotos entendieran que podía ser muy dócil sin que significara que fuera un “hacedor de viudas”.

## Pilotos de P-38 destacados

### Richard Bong y Thomas McGuire

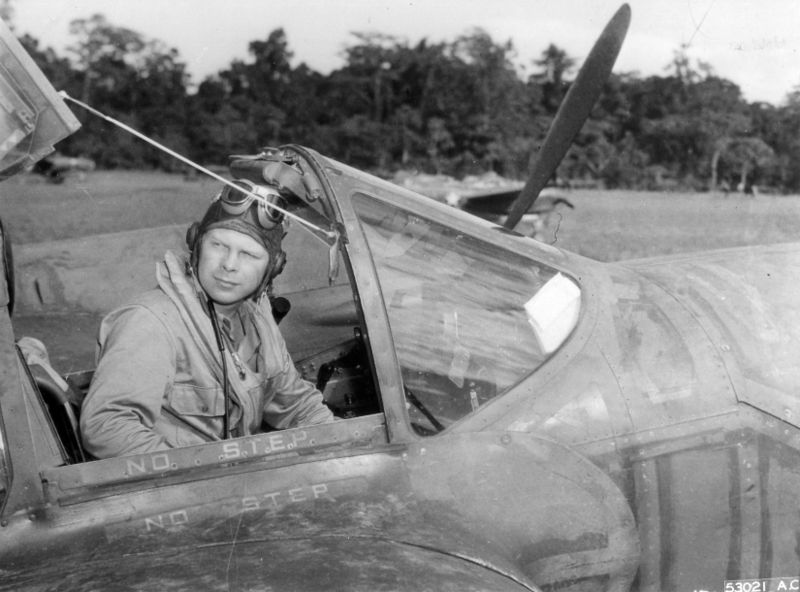
El mayor Richard Bong en su P-38.

El as de ases de Estados Unidos y su competidor más próximo volaban Lightning, en los que alcanzaron 40 y 38 victorias cada uno. Los mayores Richard I. “Dick” Bong y Thomas J. “Tommy” McGuire de las Fuerzas Aéreas del Ejército de Estados Unidos, USAAF, compitieron por la primera posición, una rivalidad que fue interesante debido al contraste en las personalidades de los dos. Tanto Bong como McGuire eran increíblemente agresivos y temerarios en el aire. Tras las batallas, sus P-38 podrían sufrir deformaciones superficiales por sobreesfuerzo estructural. En tierra, eran completamente diferentes, Bong era un hombre modesto, callado y ciertamente tímido, mientras McGuire era egocéntrico y era «un individuo desagradable con un talento mucho más grande que él», según la descripción de alguno de sus colegas.
Bong se convirtió en el as de ases, luego de 40 derribos confirmados. Murió el mismo día en que la primera bomba atómica fuera arrojada sobre Japón, el 6 de agosto de 1945, cuando despegaba en un vuelo de un Lockheed P-80 Shooting Star que falló y se estrelló aparatosamente; dicho vuelo tenía un carácter experimental, ya que el P-80 fue el primer caza estadounidense diseñado para volar con motor a reacción y ser producido de forma masiva. McGuire fue derribado en un combate aéreo en enero de 1945 sobre Filipinas, luego de haber alcanzado 38 derribos confirmados, haciéndolo el segundo as en el escalafón de pilotos estadounidenses. Ambos recibieron la Medalla de Honor.

### Charles Lindbergh
El famoso aviador Charles Lindbergh viajó a través del sur del Pacífico como contratista civil de la United Aircraft Corporation, comparando y evaluando el desempeño de cazas monomotores y bimotores para Vought. Trabajó para incrementar el alcance y los límites de almacenamiento en el Chance Vought F4U Corsair, volando misiones de rutina y de combate con armamento ligero en Corsair pertenecientes a la Aviación del Cuerpo de Marines de los Estados Unidos. En Hollandia, se alistó en el 475.º Grupo de Cazas, volando P-38 de tal modo que pudo investigar el caza bimotor. Siendo nuevo en la máquina, fue capaz de extender el alcance de los P-38 al establecer nuevas configuraciones de control de potencia o con técnicas de empobrecimiento de mezcla en los motores, especialmente al reducir la velocidad del motor a 1600 rpm, colocando los carburadores en modo de autoenriquecimiento de la mezcla y volando a 297 km/h indicados o 160 KIAS (185 millas indicadas), lo cual redujo el consumo a 70 galones por hora, un rendimiento de cerca de 2,6 millas por galón. Esta configuración de potencia fue considerada peligrosa; se pensaba que podría alterar la mezcla de combustible y causar una explosión.
Por todas partes, Lindbergh fue al sur del Pacífico, y le fue concedido el tratamiento que normalmente tendría un coronel de visita, a pesar de haber renunciado a su cargo de capitán de la Reserva del Cuerpo Aéreo tres años antes. Mientras estuvo con el 475.º Grupo de Cazas, ayudó a dar clases de entrenamiento y formó parte de algunas misiones de combate del Cuerpo Aéreo. El 28 de julio de 1944, Lindbergh derribó un Mitsubishi Ki-51 Sonia que era extraordinariamente pilotado por el veterano comandante del 73.er Chutai de Vuelo Independiente del Ejército Imperial Japonés, capitán Saburo Shimada. En un combate extenso y agitado en el que muchos de los participantes se quedaron sin municiones, Shimada viró su avión y se dirigió directamente al de Lindbergh, quien se encontraba justo atrás, y que apenas se incorporaba al área de combate. Lindbergh disparó en una reacción defensiva ante la arremetida de Shimada, que parecía un intento por inhabilitar el avión de Lindbergh (haciendo un ataque por embestida, técnica desesperada de combate que consiste en golpear el avión enemigo con el avión propio para dañarlo seriamente e intentar salir ileso, cuando ya no hay munición disponible). Golpeado por el fuego del cañón y las ametralladoras la hélice del Sonia, visiblemente redujo su velocidad, pero Shimada mantuvo su curso. Lindbergh entonces levantó su avión en el último momento para evitar colisionar con el Sonia dañado, que entró en una barrena en picado, estrellándose y hundiéndose. El compañero de formación de Lindbergh, el as Joseph E. “Fishkiller” Miller, Jr., también le disparó a ese Sonia luego de que comenzara su picado fatal, pero Miller testificó que el crédito de ese derribo es de Lindbergh. Este derribo no oficial, no entró en el registro del 475.º Grupo de Cazas. El 12 de agosto de 1944, Lindbergh dejó Hollandia para regresar a los Estados Unidos.

### Charles MacDonald
El séptimo as de Estados Unidos, Charles H. MacDonald, también pilotó un Lightning contra las fuerzas japonesas, alcanzando 27 derribos en su famoso avión “Putt Putt Maru”.

### Clay Tice
Un P-38 pilotado por Clay Tice fue la primera aeronave estadounidense en aterrizar en Japón después del VJ-Day, cuando él y su compañero de formación llegaron a Nitagahara debido a que éste se encontraba con poco combustible.

### Antoine de Saint-Exupéry
Cuando los P-38 volaban solos y sus misiones fallaban, generalmente desaparecían sin dejar rastro alguno. El notable pionero de la aviación y escritor Antoine de Saint-Exupéry desapareció en un P-38 en un vuelo sobre el Mediterráneo, desde Córcega a Francia, el 31 de julio de 1944. En 2000, un buceador francés encontró los vestigios de un Lightning en el Mediterráneo, en las lejanías de las costas de Marsella y se confirmó en abril de 2004 que se trataba del avión de Saint-Exupery.

### Adrian Warburton
El legendario piloto “As” de misiones de reconocimiento de la RAF, el comandante Adrian Warburton, fue el piloto de un F-5B tomado prestado de las USAAF, que despegó el 12 de abril de 1944 para tomar fotografías de objetivos estratégicos de Alemania. El comandante Warburton no llegó al punto de reunión y nunca se le vio de nuevo. En 2003, sus restos fueron recuperados en Alemania de un F-5B Lightning averiado, perteneciente a la USAAF.

## Cultura popular

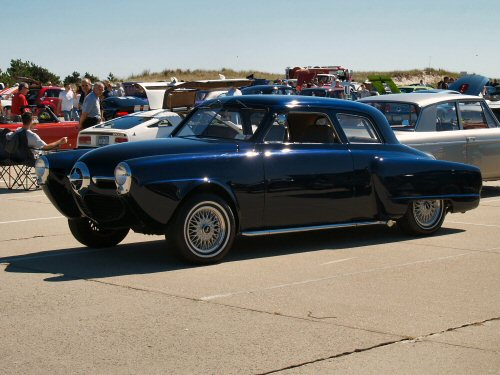
Un Studebaker Champion de 1950.

El Lockheed P-38 fue la inspiración para el afamado diseñador industrial Raymond Loewy y su equipo de diseño de Studebaker para los modelos comprendidos entre 1950 y 1951, con lo que el P-38 rodó por las autopistas por cortesía de Studebaker.
El Lockheed P-38 ha sido la “estrella” de varias películas contemporáneas incluyendo:
- A Guy Named Joe (1943) en la que Spencer Tracy hacía regresiones como un espíritu guía que buscaba al joven piloto de P-38 Van Johnson.
- Flight Characteristics of the Lockheed P-38 Lightning (1943, color, 34:00). Es una película en la que muestra a los mejores pilotos de pruebas de Lockheed durante la Segunda Guerra Mundial ejecutando maniobras que permitieran afianzar mejor el entrenamiento.
- Yamamoto shot down! (1944, blanco y negro, 4:00) En la que se muestra el Escuadrón de P-38 que derribó al Almirante Isoroku Yamamoto en una increíble intercepción de larga distancia en el Pacífico. La película incluye un P-38 equipado con cámara, donde se ve al bombardero Betty que llevaba a Yamamoto caer en llamas.
- Dick Bong: Pacific Ace (1944, blanco y negro, 4:00) Es un corto documental que rinde tributo a Richard Bong, el as norteamericano de P-38 en la Segunda Guerra Mundial.
- P-38 Reconnaissance Pilot (1944, blanco y negro, 29:00) Protagonizada por William Holden como el Teniente “Packy” Cummings, en el que se muestra que la labor de los pilotos de reconocimiento era una de las más arriesgadas tareas y uno de los trabajos de más alto impacto durante la guerra.
- Angel in Overalls (1945, blanco y negro, 15:00) Esta película fue desarrollada para mostrar trabajadores de la línea productiva Lockheed P-38 en Estados Unidos, ejecutando una gran cantidad de labores.
- Aces Iron Eagle III (1992) En esta película, el protagonista utiliza un P-38 restaurado para exhibiciones aéreas. El mismo avión derriba al final de la película al ficticio Messerschmit Me 263.
- En el videojuego de PC Empire Earth, es posible construir esta aeronave.
- Se lo puede investigar en varios países en el videojuego War Thunder.

## Especificaciones (P-38L)
Referencia datos: Lockheed P-38 Lightning Pilot's Flight Manual

### Características generales
- Tripulación: Uno (piloto), dos en algunas versiones
- Longitud: 11,5 m (37,8 ft)
- Envergadura: 15,9 m (52 ft)
- Altura: 3 m (9,8 ft)
- Superficie alar: 30,4 m² (327,6 ft²)
- Peso vacío: 5800 kg (12 783,2 lb)
- Peso cargado: 7940 kg (17 499,8 lb)
- Peso máximo al despegue: 9798 kg (21 594,8 lb)
- Planta motriz: 2× motor en línea V-12 Allison V-1710-111/113 (certificado por Lockheed y Allison Industries), sobrealimentado con turbocompresores de doble etapa de 28 021 cm² de desplazamiento unitario y refrigerado por líquido (usando refrigerante compuesto por etilenglicol).
  - Potencia: 1286 kW (1725 HP; 1749 CV) con sistema WEP o 1425 hp (1069 kW sin agua-metanol) cada uno.
- Hélices: 1× Tripala eléctrica fabricada por Curtiss-Wright y forjada en duraluminio por motor.Lockheed P-38L Lightning en el Museo Nacional de la USAF, pintado como un P-38J del 55.º Escuadrón de Caza, basado en Inglaterra.[6]

### Rendimiento
- Velocidad máxima operativa (Vno): 666 km/h (414 MPH; 360 kt) con potencia de emergencia (WEP Rating o agua-metanol) activada, alcanzando una tasa calculada de 1294 kW (1725 hp) con una presión en el colector de admisión de 2,1 bares 
  - 414 mph (359 KTAS o 664 km/h ) en potencia normal militar de 1069 kW (1425 hp) con una presión de admisión de 1,8 bares volando a 7620 m
- Velocidad de entrada en pérdida (Vs): 169 km/h (105 MPH; 91 kt)
- Alcance: 6111 km (3300 nmi; 3797 mi) con depósitos auxiliares
- Alcance en combate: 2100 km (1134 nmi; 1305 mi)
- Techo de vuelo: 13 000 m (42 651 ft)
- Régimen de ascenso: 24,1 m/s (4750 ft/min)
- Carga alar: 260,9 kg/m² (53,4 lb/ft²)

### Armamento
- Ametralladoras: 4× Colt-Browning MG53-2 de 12,7 mm, con 500 cartuchos por arma

  - Cadencia de fuego: ~ 850 disparos/minuto con proyectiles de unos 45 g a 840 km/h

- Cañones: 1× cañón automático Hispano-Suiza HS.404 de 20 mm, con 150 cartuchos por arma
  - Cadencia de fuego: ~ 650 d. p. m. con proyectiles de 130 g a 880 km/h
- Bombas: 

  - 2x bombas de 2000 lb (907 kg) o
  - 2x bombas de 1000 lb (454 kg)
  - 4x bombas GP de 500 lb (227 kg) o
  - 4x bombas GP de 250 lb (113 kg)
- Cohetes: 

  - 4x lanzacohetes M10 tritubo de 112 mm
  - 4x cohetes HVAR (cohete aéreo de alta velocidad) de 127 mm
- Otros: Contaba además con sistemas lanzahumos

## Aeronaves relacionadas

### Desarrollos relacionados
- Lockheed Constellation

### Aeronaves similares
Por configuración
- Focke-Wulf Fw 189
- Hughes D-2
- Hughes XF-11
- P-61 Black Widow

En desempeño
- Grumman F7F Tigercat
- de Havilland Mosquito
- Focke-Wulf Fw 187

### Secuencias de designación

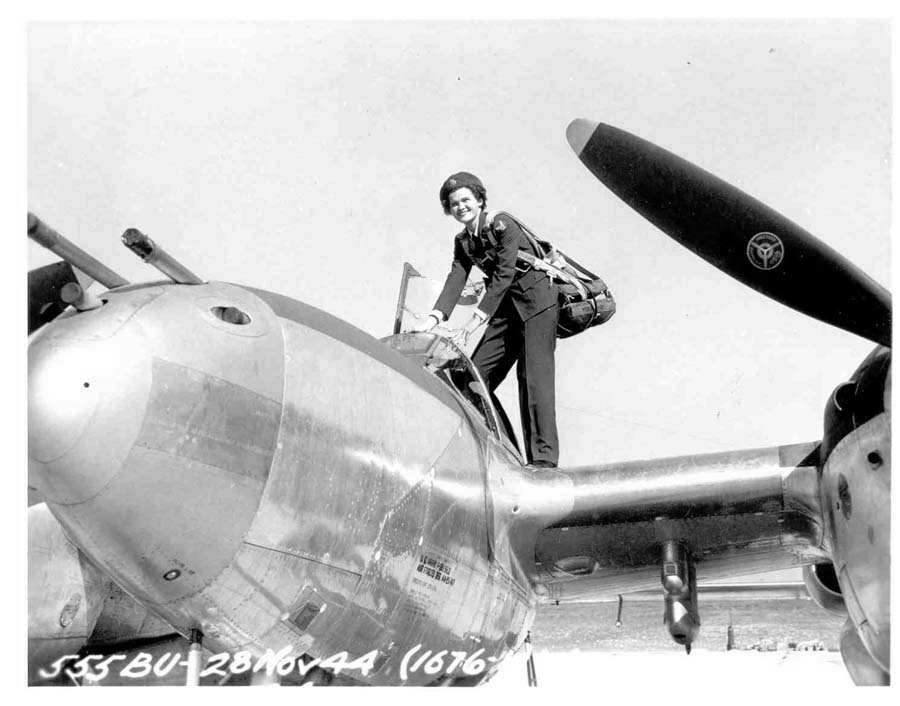
Ruth Dailey, parte de la Fuerza Aérea de Mujeres Piloto en Servicio WASP (Women Airforce Service Pilots) subiéndose a un P-38.

- Secuencia P-_ (Cazas (Pursuit) del USAAC/USAAF/USAF, 1924-1962): ← P-35 - P-36 - P-37 - P-38 - P-39 - P-40 - XP-41 →
- Secuencia F_O (Aviones de Caza de la Armada estadounidense, 1922-1962 (Lockheed, 1931-1942)): FO (I) - FO (II)
- Secuencia F-_ (Aviones de Reconocimiento del USAAC/USAAF/USAF (Prefijo F-), 1930-1948):  F-1 - F-2 - F-3 - F-4 - F-5 - F-6 - F-7 - F-8 →